# مادلین پچ
مدلین پچ (انگلیسی: Madelaine Petsch؛ زادهٔ ۱۸ اوت ۱۹۹۴) یک بازیگر و یوتیوبر اهل ایالات متحده آمریکا است.
از فیلم‌ها یا برنامه‌های تلویزیونی که وی در آن نقش داشته‌است می‌توان به ریوردیل و جین اشاره کرد.
او با خواننده آمریکایی تراویس میلز (به انگلیسی: travis mills) در رابطه بود اما آنها در سال ۲۰۱۹ از یکدیگر جدا شدند.